# ダイナマイト節
「ダイナマイト節」（ダイナマイトぶし）は、明治時代の歌謡（壮士節）である。明治十四年の政変以後に頻発した、自由民権運動の激化事件を背景とする楽曲であり、「最も古い演歌」として知られている。

## 歴史
演歌の原型となったのは、自由民権運動における壮士の演説である。「書生節」とよばれる世情を風刺する俗謡は、1873年（明治6年）ごろ盛んに歌われたが、1881年（明治14年）以降の自由民権運動期においてもこれが再び流行し、「自由の旗はひるがへる加波山の頂き／爆裂弾はとどろく下館の町」といった、加波山事件といった激化事件をテーマとする同様の詩吟がものされた。
当時、壮士の演説は政府により妨害されることも多く、街頭に出て歌うというかたちで民権自由論を庶民に普及させるという手段が考案された。こうした背景のなか、江澤竹次郎らが構成した「読売壮士」の団体により歌われた、最初の歌謡が「ダイナマイト節」であるが、これを誰が歌い始めたかについてははっきりとしない。絲屋寿雄は「大阪事件の前に、大井憲太郎が柳島の有一館の壮士たちに読売させたのがこの歌であるという伝説」を紹介している。小野塚知二は、同曲の背景には1885年（明治18年）の爆発物取締罰則の布告の影響もあっただろうと論じている。添田唖蝉坊によれば、ダイナマイト節の表題が「自由演歌」となっていたことこそが、のちに流行歌謡がなべて「演歌」と呼称されることとなる契機になったという。

## 解題

### 歌詞
歌詞中の「民力休養」は、当時の自由党がかかげていたスローガンである。「国利民福増進して民力休養せ」という同曲のリフレイン部がカタカナで書かれているのは、繁下和雄いわく「ビラ本が発禁になるのを防ぐための苦肉の策」であった。また、繁下いわく、こうしたリフレインは同時期の演歌に多く見られるものであり、演歌壮士の先導で大衆が唱和できるように作詞されている。地租削減を意味するこの主張は、都市民衆にはそもそも無縁のものだった。廣岡守穂はこのことについて、「ダイナマイト節は、民衆に対してそれを切実な問題として受け止めるようにうながす。そのように日常生活に関係ない遠くのことを、力ずくで聴衆の目の前に引きずりだす」効果を有していたと論じる。
見田宗介は、同楽曲の中で「国利」と「民福」が未分化のものとして歌われていることに着目し、「そこには、薩長専制政府にたいする『民権論者』としての怒りと、日本を圧迫している帝国主義諸国にたいする『大和胆』の怒りとが、分かちがたく結びついて」いると論じる。見田によれば、国権論と民権論との同居は同時代の演歌にしばしばみられるものであり、そこには「前代における武士の気概と、町人層の反骨とのユニークな結合」が心理的基盤として存在する。

民権論者の　涙の雨で

みがき上げたる大和胆

コクリ、ミンプク、ゾウシンシテ

ミンリョクキュウヨウセ

もしも成らなきゃ　ダイナマイトドン

四千余万の、同胞のためにゃ

赤い囚衣も苦にゃならぬ

コクリ、ミンプク、ゾウシンシテ

ミンリョクキュウヨウセ

もしも成らなきゃ　ダイナマイトドン

悔むまいぞや、苦は楽の種

やがて自由の花が咲く

コクリ、ミンプク、ゾウシンシテ

ミンリョクキュウヨウセ

もしも成らなきゃ　ダイナマイトドン

治外法権、撤去の夢を

見るもうれしいホルトガル

コクリ、ミンプク、ゾウシンシテ

ミンリョクキュウヨウセ

もしも成らなきゃ　ダイナマイトドン
—添田唖蝉坊 (1933), p. 39

### 作曲
繁下は、ダイナマイト節は律音階の「上向的な民謡音階風の旋律」であると論じる。一方で、小島美子によれば、同曲の音律は「レミソという律のテトラコードとラドレという律のテトラコードを結び合わせた形」であり、「普通の民謡音階とも律音階とも異なる」とし、この音階はのちの演歌にも多く援用されるものとなっていると述べる。小島は同曲は「ことばの一シラブルが音符の一つ一つにそのままあてはまる唱歌のように単純な、いわゆるシラビックなスタイルを持っている」と評し、日本語の高低アクセントを活かした同曲の旋律は、おそらくは壮士が大声で演説を読み上げる中で、自然に生まれたものであろうと論じる。小島はまた、同曲の「四小節で一フレーズを構成する」楽曲構造は、欧米の楽曲や唱歌、軍楽の影響を受けたものであろうと考察する。